# Craspedonema elegans
Espèce
Sous-espèces de rang inférieur
Craspedonema elegans est une espèce de nématodes chromadorés de la famille des Bunonematidae. C'est une espèce parasite des plantes trouvée au Brésil.